# Isla Monserrat
Isla Monserrat, auch Isla Monserrate, ist eine mexikanische Insel im Süden des Golfs von Kalifornien. Administrativ gehört sie zur Gemeinde (municipio) Loreto des Bundesstaates Baja California Sur („Süd-Niederkalifornien“).

## Geographie
Die Insel liegt 15 km östlich der Halbinsel Niederkalifornien sowie 37 km südöstlich von Loreto, dem Hauptort der Gemeinde. Benachbarte Inseln sind Carmen im Nordwesten sowie Santa Catalina im Osten, beide je 20 km entfernt. Die nächstgelegenen Inseln sind jedoch die beiden nur wenige Hektar großen Islotes Las Galeras drei Kilometer nördlich der Insel. Isla Monserrat ist 7,5 km lang, bis zu 3,5 km breit und weist eine Fläche von 19 km² auf. Am Südwestende der Insel steht ein 10 m hoher Leuchtturm. Sie erreicht eine Höhe von rund 274 Meter. Die unbewohnte Insel ist ein Bestandteil des im Juli 1996 gegründeten Nationalparks Bahía de Loreto wie auch – mit 243 weiteren Inseln – des 2005 ernannten UNESCO-Weltnaturerbes „Inseln und geschützte Gebiete im Golf von Kalifornien“ (spanisch Islas y áreas protegidas del Golfo de California).